# Sardina

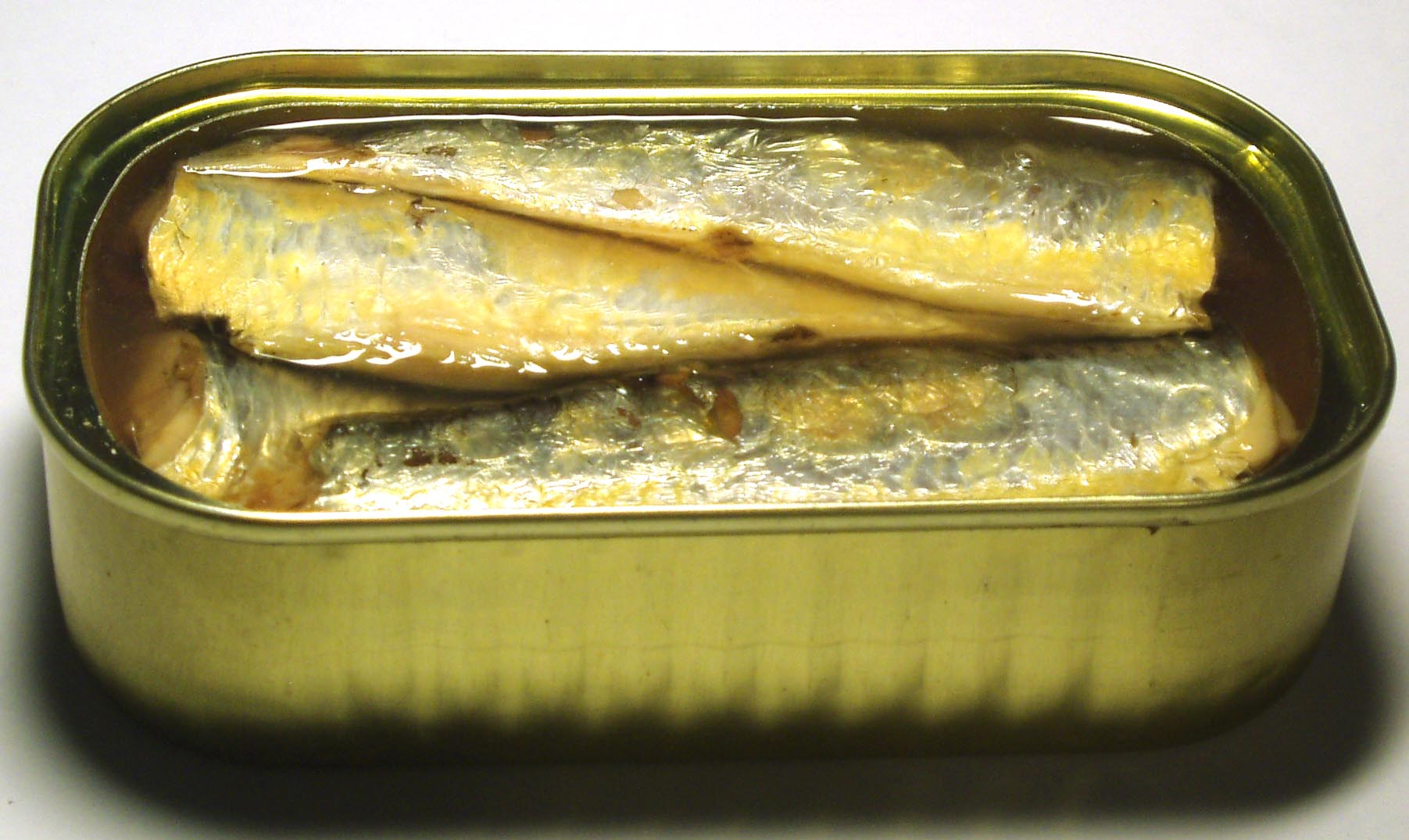
Una llauna de sardines oberta.

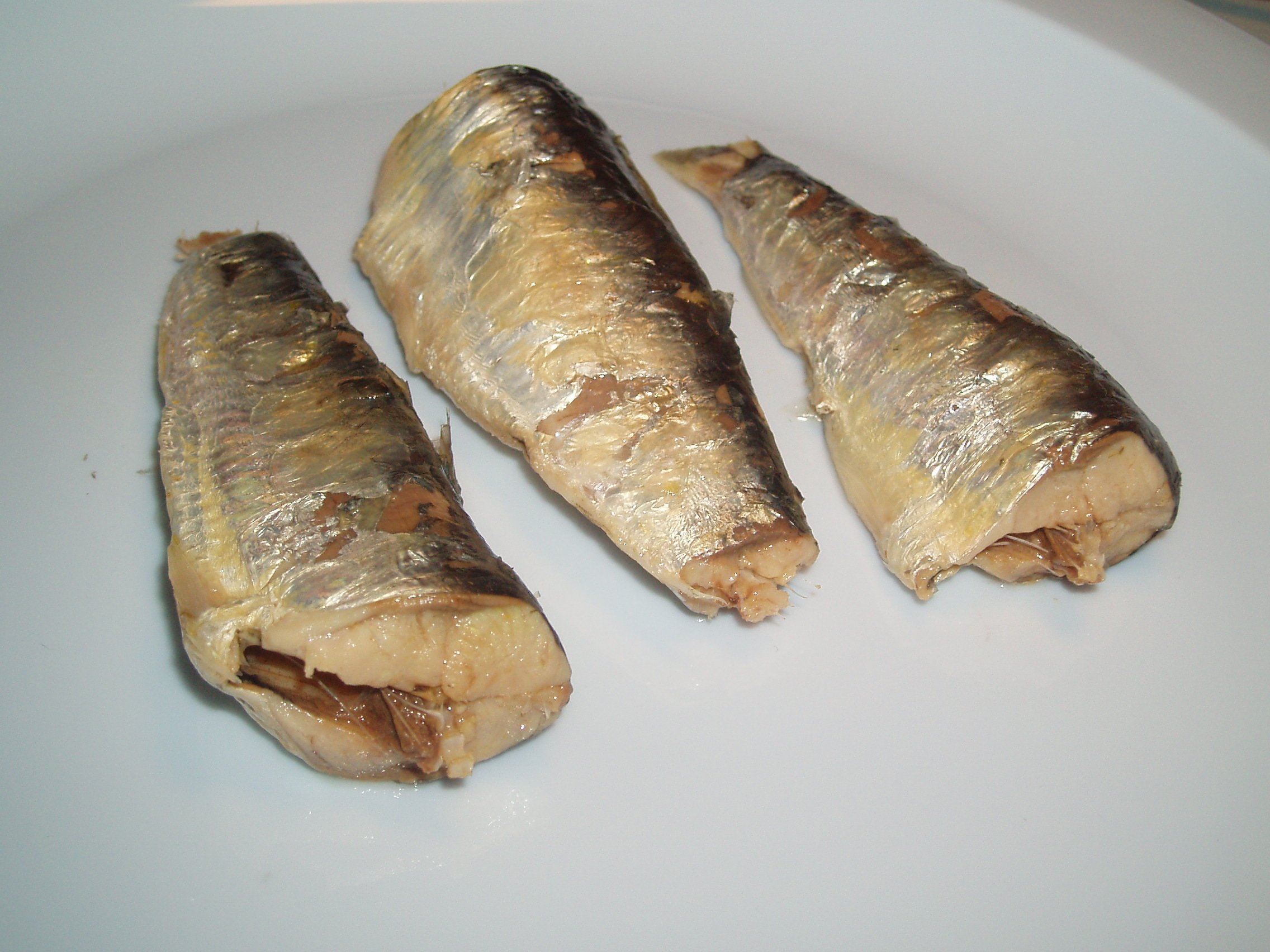
Un plat de sardines.

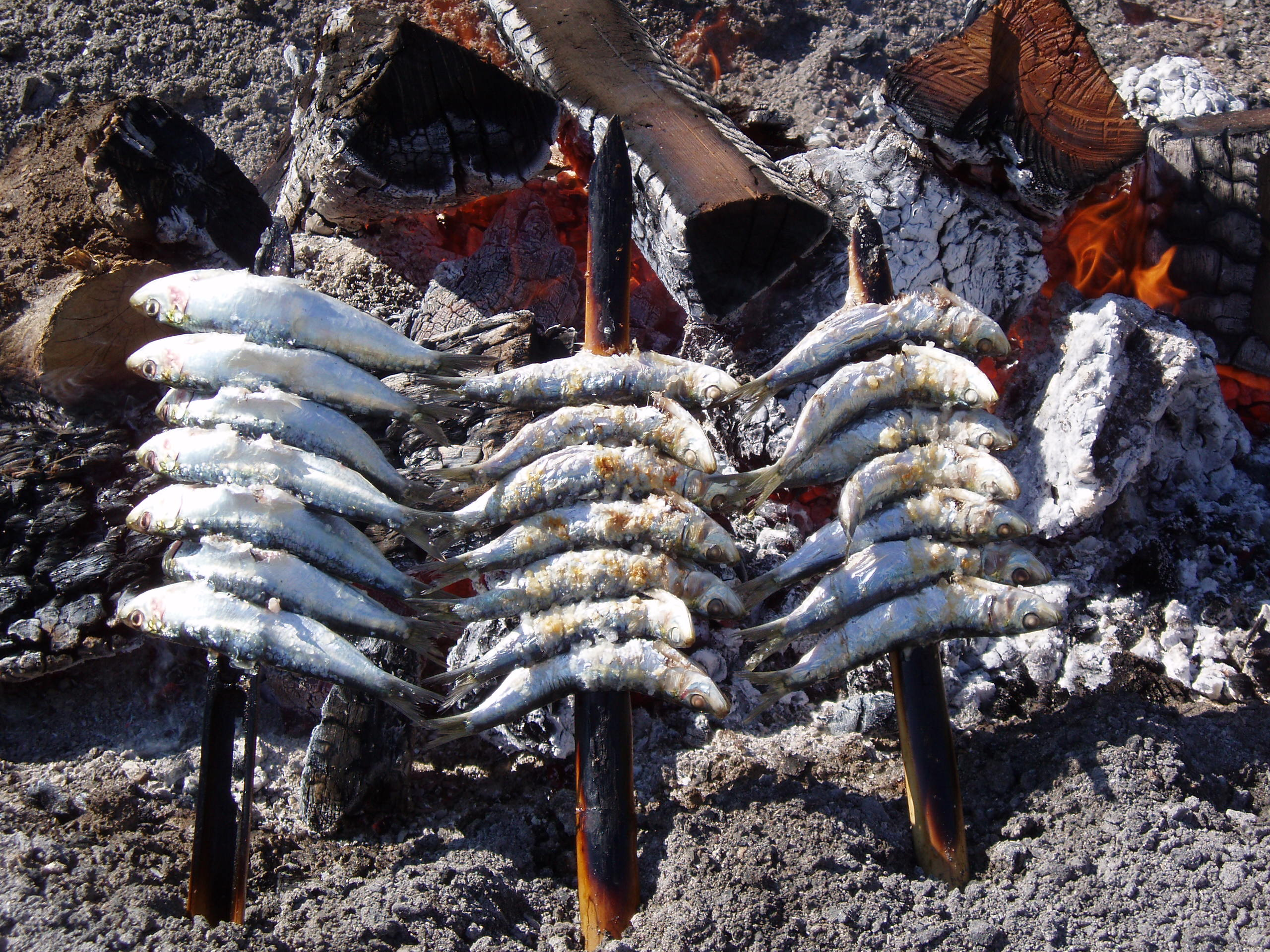
Sardines a la brasa.

La sardina o sarda (Sardina pilchardus) és un peix de l'ordre dels clupeïformes, de la família dels clupeids, de color blavós, amb els flancs i el ventre de color argentat brillant, que habita les zones costaneres i que es captura i consumeix en grans quantitats pel seu gran valor nutritiu.
És una espècie d'una extraordinària importància comercial i tan abundant a la Mediterrània que va donar el seu nom a Sardenya (denominació del llatí sardinae).

## Morfologia
- Cos fusiforme més o menys comprimit.
- Ulls grans amb parpelles adiposes.
- Boca en posició súpera, que arriba no més enllà de la meitat anterior de l'ull, proveïda de petites dents.
- Opercle estirat.
- Escates de grans cicloides que cauen amb facilitat.
- Una sola aleta dorsal en posició mitjana situada sobre les pelvianes que són relativament petites. Aleta anal allargada i caudal forcada, radis de les aletes tous. La base de les aletes és escamosa, sobretot la de l'aleta caudal.
- El ventre presenta una carena en forma de serra poc marcada.
- La coloració del dors és blava grisenca, de vegades més verdosa; flancs i ventre argentats i brillants.
- Presenta unes taques fosques de mida i intensitat decreixent que van des de l'opercle a la cua.

## Reproducció
L'època de reproducció va de novembre a juny i les femelles ponen fins a 700.000 ous.

## Alimentació
Les sardines s'alimenten de plàncton, que ingereixen per la boca i retenen en les espines dels arcs branquials (és a dir, són peixos filtrants).

## Costums
És un peix molt abundant i força consumit que forma moles grans. Realitza grans migracions i es troben a prop de la superfície o en aigües més fondes però no a gran profunditat.

## Pesca
Com d'altres espècies semblants, es pesca des de fa molt temps amb fortes llums elèctriques o d'acetilè durant les nits sense lluna, sobretot a la primavera, ja que en aquesta època les sardines s'apropen més a la costa i és quan són més grosses. La llum atrau els peixos i els desorienta, ja que la confonen amb la lluna. Quan la mola és propera a la barca, se l'encercla amb una gran xarxa de teranyina que permet capturar molts exemplars a la vegada.

## Úsgastronòmic
Actualment, es consumeix fresca, conservada en salmorra o enllaunada amb oli o escabetx. En el segle xviii es conservava en vinagre, oli i sobretot en llard fos, mentre que a l'edat mitjana es conservaven en vinagre, en llard o en oli i s'envasaven en grans recipients de gres.
D'altra banda, els romans Columel·la i Juvenal aconsellaven menjar-les totalment podrides.
El 1822 un confiter de Nantes, Joseph Moulin, va tindre la idea d'esterilitzar les sardines segons el mètode de Nicolàs Appert (l'inventor de les conserves), emprant les llaunes inventades pels holandesos i els anglesos: va néixer així la primera indústria conservera de peix, les sardines en llauna. La conserva en oli es va començar a fer pels voltants de 1884 per un jutge de la localitat francesa d'An Oriant.
Avui dia les sardines en llauna no es fregeixen en oli, sinó que se salen lleugerament per endurir-les, es renten en aigua corrent, es posen en salmorra durant una mitja hora per blanquejar-les i matar els bacteris, es ruixen i s'assequen amb aire calent, llavors es couen en un forn d'on surten en files i cauen en una cadena de llaunes que s'omplen d'oli a 90°. Les llaunes es tanquen i s'esterilitzen.